# El Pao (España)
El Pao (llamada oficialmente Santa María do Pao) es una parroquia y un caserío Despoblado, del municipio español de Gomesende, en la provincia de Orense, Galicia.

## Toponimia
La parroquia también es conocida por el nombre de Santa María de El Pao.

## Organización territorial
La parroquia está formada por veintitrés entidades de población:

### Entidad de población
Entidad de población que forma parte de la parroquia:
- Abellás
- A Pombiña
- Balteiro
- Cimadevila
- Couto
- Feardos
- Gomesende
- Lamaboa
- Louredo
- Mariz
- Matamá
- Moreiras
- O Noval
- Os Cachopos
- Paredes do Pao
- Penamá
- Souto do Bispo
- Val de Feardos
- Viñal

### Despoblados
Despoblados que forman parte de la parroquia:
- Buíñas
- Guielas
- Cortiñal
- O Pao

## Demografía
| Gráfica de evolución demográfica de El Pao (parroquia) entre 2000 y 2022 |
|                                                                          |
| Datos según el nomenclátor publicado por el INE.                         |